# Charles van Baar van Slangenburgh
Charles van Baar van Slangenburgh (31 de març de 1902 - 17 de juliol de 1978) va ser un futbolista neerlandès. Va jugar sis partits amb la selecció neerlandesa de futbol entre 1924 i 1925.